# للعشق جنون
للعشق جنون (بالهندية: इश्क़बाज़) مسلسل تلفزيوني هندي، عُرض للمرة الأولى في 27 يونيو 2016 على قناة ستار بلس، وانتهى في 15 مارس 2019.

## روابط خارجية
- للعشق جنون على موقع IMDb (الإنجليزية)
- للعشق جنون على موقع كينوبويسك (الروسية)
- للعشق جنون على موقع قاعدة بيانات الفيلم (الإنجليزية)